# Antonio Tarver
Antonio Tarver est un boxeur et acteur américain né le 21 novembre 1968 à Orlando, Floride.

## Carrière de boxeur
Vainqueur des Golden Gloves en 1994 puis champion du monde amateur en 1995 et médaillé de bronze aux Jeux olympiques d'Atlanta en 1996 dans la catégorie mi-lourds, Tarver remporte également chez les professionnels les titres WBC, IBF et WBA entre 2003 et 2008 comptant notamment à son palmarès deux victoires face à Roy Jones Jr.

## Distinction
- Sa victoire au 2e round contre Roy Jones Jr. est élue KO de l'année en 2004 par Ring Magazine.

## Filmographie
- 2006 : Rocky Balboa de Sylvester Stallone
- 2010 : Adventure Scouts de Jim Fitzpatrick (en)

## Série TV
- 2008 : "5 Second Movies" Rocky